# Hafen von Narvik
Der Hafen von Narvik ist ein Seehafen in Norwegen. Er befindet sich nördlich des Polarkreises.

## Geographie
Der Hafen liegt am östlichen (inneren) Ende des Ofotfjords (norw.: Ofotfjorden). Der Fjord ist 78 Kilometer lang und bis zu 553 Meter tief. Wegen des Golfstroms ist der Hafen das ganze Jahr über eisfrei und gut geschützt vor Wettereinflüssen.

## Geschichte
Narvik war von 1936 bis 1953 Hurtigrutenhafen.
Bei der Schlacht um Narvik während des Zweiten Weltkriegs ging es neben der Kontrolle über die Erzbahn auch um die Kontrolle über den Hafen.

## Waren und Verkehr
Narvik ist seit 1902 der wichtigste Hafen für die Verschiffung von Eisenerz aus der schwedischen Stadt Kiruna. Das Eisenerz aus dieser Grube wird von der Erzbahn zum Hafen transportiert. Von zentraler Bedeutung als Transport- und Logistik-Drehscheibe ist auch der Tiefwasserhafen.

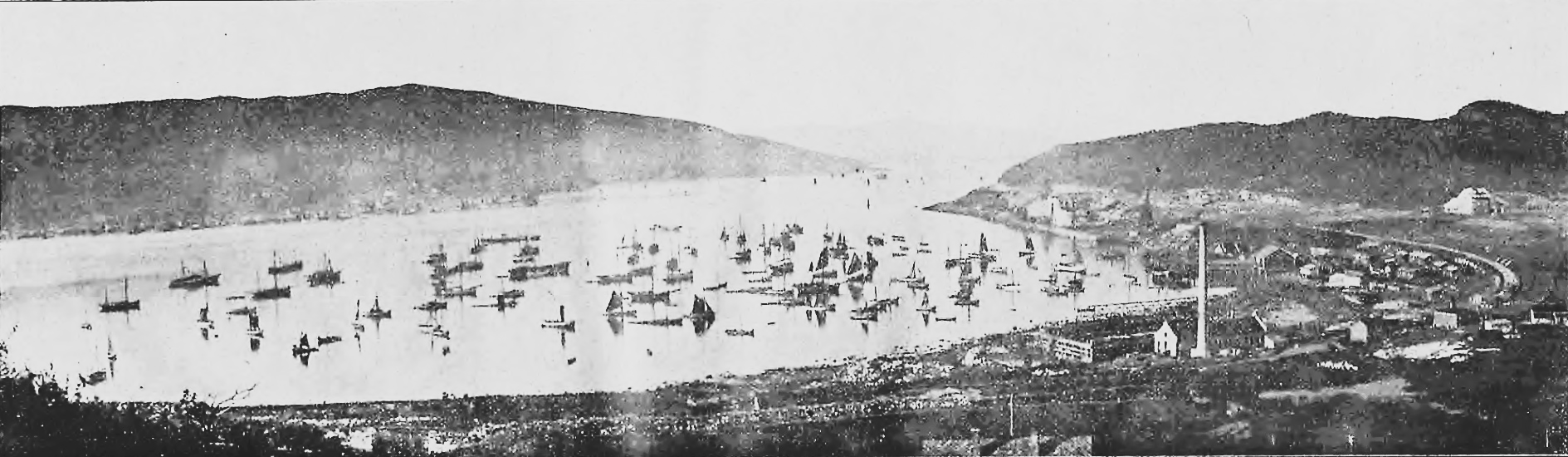
Der Hafen von Narvik, 1902